# 吹上佐太郎
吹上 佐太郎（ふきあげ さたろう、1889年2月1日 - 1926年9月28日）は、連続殺人犯、強姦魔。京都で強姦殺人を行い、その後、関東八県で27人以上を強姦し、6人を殺害した（吹上佐太郎事件）。のちに獄中で膨大な自伝を書き残した。1926年、死刑が執行された。

## 生涯
1889年2月、京都市西陣で生まれた。父親は大の酒好きであり、酔うと就寝中の子供らがいる前でも性交に及んでいた。佐太郎はそれに影響され、7歳の頃から妹の性器を弄り回していた。9歳の時に奉公へ出されるも、いずれの職場でも金を持ち逃げして解雇され、職を転々とする。地元・西陣の工場に勤めるも逃げ出し、機屋で勤務する頃には11歳になっていた。同僚には17 - 18歳の女中が二人いたが、佐太郎はその女中と同じ部屋で寝ることがあり、一人の色好みの女中から毎晩のように強引に少年姦を受けていた。女の慰み者となっていた佐太郎であるが、それが発覚すると解雇処分を受けた。12歳の時、次の職場で働くも、5円を盗んだ容疑で京都監獄に収容された。監獄では同房の大人から悪事を教えられ、教誨師が教える小学校低学年程度の算数にも夢中になり、佐太郎にとっては監獄のほうが良い生活であったという。
出獄後、西陣にあった別の機屋で勤務するも、前科が発覚したことで即座に解雇され、大阪で野宿生活を送るようになる。佐太郎は大阪で泥棒集団と知り合い、仲間に加わるもすぐに無銭飲食で逮捕され、警察の手で更生施設へ送られる。退所後に京都へ戻るも盗みを働いて再び京都監獄へ収容された。佐太郎は13歳にして2度の監獄生活を送ることとなり、今度は懲役一年の判決が下された。
16歳になった佐太郎は、家族が気になって西陣に戻ったが、一家は離散していて四国へ向かい、乞食暮らしを送っていた。佐太郎は一度高松へ向かうも、所持金が足りなかったことで断念し、京都に戻った。佐太郎は泥棒稼業で手に入れた金と貯金で家を借り、一家をそこに住まわせた。
17歳になった佐太郎は、出会った年上の女性（50代半ば）の「若いツバメ」となり、一年に亘って性的関係を強いられた。その後、その女性の11歳の娘に手を出し、さらには近所の娘や女工を強姦した。徴兵検査を受ける直前の1906年9月、金閣寺の近くを歩いていた少女に声を掛け、裏山へ連れて行くと突然襲い掛かった佐太郎は、泣き止まない少女を殺害した。他人を殺めた佐太郎は逃走を考えるも所持金が無く、翌日には警察に逮捕された。京都地裁で無期懲役の判決を言い渡された佐太郎は大阪・三池監獄へ収監されるも、監獄では看守暴力を振るい、問題事を起こしていた。その後、恩赦により減刑となった。
仮釈放後、トンネル工事の作業員や、田舎回りの劇団員になるも長続きせず、名古屋・横浜・東京へと移動した。東京では旅館に勤務するも女中と関係をもち、それが発覚したことで辞職した。会津若松・秋田・能代・宇都宮を経由して京都に戻ったのち、再び上京して米屋で働く。しかし、勤務中に米屋の主人の娘を負傷させたことで逮捕された。佐太郎は「反省している」として、佐太郎の実弟が保証人となったことで釈放されたが、佐太郎は実弟の家を飛び出し、関東近県を転々としていた。「吹上佐太郎事件」はここから始まる。
佐太郎は逮捕され、警視庁外神田署に収監された。一晩留置されたのち、殺人件数が多い群馬県の県警が引き取り、前橋警察署で取り調べが行われた。しかし、取り調べを受けた佐太郎は、自分が殺害した被害者について「死に別れ」、強姦したが殺すまでには至らなかった被害者については「生き別れ」と表現し、ビールを飲みながら供述し、反省の色は見せなかった。さらに、その供述も誇大妄想のようなもので、担当刑事は無駄足を踏まされることも多かったという。
1925年、佐太郎は前橋地方裁判所で死刑判決を受け、1926年に控訴が棄却された。裁判長から最後の発言を求められた佐太郎は、「執筆中の自叙伝を書き上げて出版したいので上告する。自叙伝が完成すれば上告は取り下げる」と発言したが、同年7月に上告も棄却され、佐太郎の死刑が確定した。獄中での佐太郎は、西洋の哲学書や文学を読破し、原稿用紙3000枚分の自伝「娑婆」（大正15年、厳松堂書店）を書き上げた。
1926年9月28日、市ヶ谷刑務所にて、佐太郎の死刑が執行された。執行される直前、担当の弁護士が、製本された「娑婆」を持って駆け付けたが面会は叶わなかった。刑務官から渡された本を手にした佐太郎は非常に喜んでいたという。なお、「娑婆」は発売と同時に発禁処分となった。

## 著書
- 『娑婆 : 吹上佐太郎自叙伝』厳松堂書店、1926年10月。doi:10.11501/1904242。 （オンライン版、国立国会図書館デジタルコレクションにてデジタル化資料送信サービス限定公開、要ログイン）

## 資料
- 吹上佐太郎 幼女二十餘人を絞殺、『明治・大正・昭和歴史資料全集 犯罪篇 下巻』有恒社、1933年、349-358頁（国立国会図書館デジタルコレクションにてインターネット公開）